# Finale (música)
Un finale es el último movimiento de una sonata, sinfonía o concierto, el final de una pieza de música clásica no vocal que tiene varios movimientos o una secuencia final prolongada al final de un acto de una ópera u obra de teatro musical.
Michael Talbot escribió sobre los finales típicos de las sonatas: «El rondó es la forma por excelencia utilizada para los movimientos finales, y ... su carácter típico y sus propiedades estructurales concuerdan perfectamente con los que se creían deseables en un final de sonata de principios del siglo XIX». Carl Czerny observó «que los primeros movimientos y finales deberían, y en la práctica lo hacen, proclamar sus caracteres contrastados ya en sus temas iniciales».
En la música teatral, Christoph Willibald Gluck fue uno de los primeros defensores de finales extendidos, con múltiples personajes, para apoyar las historias «cada vez más naturales y realistas» en sus óperas que «mejoraban la continuidad y la validez teatral» más allá de las obras anteriores.